# Liga Mexicana de Béisbol 1935
La Temporada 1935 de la Liga Mexicana de Béisbol fue la edición número 11. Para este año hubo una reducción de 7 a 6 equipos, solamente se mantuvieron 2 equipos respecto a la campaña anterior, desaparecen los equipos de Delta de México,  Monte de Piedad de México, Pachuca de Hidalgo, Tránsito de México y Tuneros de San Luis. En su lugar entran los equipos de Agrario de México, Club San Rafael de México, Electricistas del Necaxa y Santa María. El calendario constaba de 16 juegos que se realizaban solamente los fines de semana, el equipo con el mejor porcentaje de ganados y perdidos se coronaba campeón de la liga. 
Agrario de México obtuvo el primer campeonato de su historia al terminar en primer lugar con marca de 13 ganados y 3 perdidos, con un juego de ventaja sobre los Tigres de Comintra. El mánager campeón fue Salvador Teuffer.

## Equipos participantes
| Liga Mexicana de Béisbol 1935 |           |               |
| Equipo                        | Fundación | Ciudad        |
| Agrario de México             | 1935      | México, D. F. |
| Club San Rafael de México     | 1935      | México, D. F. |
| Electricistas del Necaxa      | 1935      | México, D. F. |
| Lomas de México               | 1934      | México, D. F. |
| Santa María                   | 1935      | México, D. F. |
| Tigres de Comintra            | 1928      | México, D. F. |

## Posiciones
| Liga Mexicana de Béisbol | Liga Mexicana de Béisbol | Liga Mexicana de Béisbol | Liga Mexicana de Béisbol | Liga Mexicana de Béisbol |
| Equipo                   | JG                       | JP                       | PCT                      | JV                       |
| ------------------------ | ------------------------ | ------------------------ | ------------------------ | ------------------------ |
| Agrario                  | 13                       | 3                        | .812                     | -                        |
| Comintra                 | 12                       | 4                        | .750                     | 1.0                      |
| Lomas                    | 6                        | 10                       | .375                     | 7.0                      |
| Santa María              | 6                        | 10                       | .375                     | 7.0                      |
| Necaxa                   | 6                        | 10                       | .375                     | 7.0                      |
| San Rafael               | 5                        | 11                       | .313                     | 8.0                      |

| Campeón de la Liga |